# Johannes Dieckmann
Johannes Dieckmann (Fischerhude, 19 januari 1893 - Berlijn, 22 februari 1969) was een Oost-Duits liberaal politicus.
Dieckmann was de zoon van een dominee. Hij bezocht het gymnasium en studeerde economie en filosofie in Berlijn, Gießen, Göttingen en Freiburg. In 1915 nam hij dienst in het Duitse leger; hij bracht het tot luitenant van de reservetroepen. In november 1918 werd hij tot voorzitter van een revolutionaire soldatenraad gekozen en kort daarop trad hij toe tot de nieuw opgerichte liberale Deutsche Volkspartei van Gustav Stresemann. In de jaren daaropvolgend werd hij de belangrijkste adviseur van Stresemann.
Dieckmann was van 1919 tot 1921 secretaris-generaal van de DVP in Osnabrück, daarna secretaris-generaal van de DVP in Duisburg (1921-1922) en Dresden (1922-1933). Van 1929 tot 1930 en in 1933 was hij afgevaardigde in de Saksische Landdag. Na de machtsovername van de nazi's (1933) werkte hij in de energiesector.
Tijdens de Tweede Wereldoorlog was hij kapitein in het reserveleger. Als antifascist werd hij na de mislukte aanslag op Hitler in juli 1944 geobserveerd door de Gestapo.
In juni 1945 was hij medeoprichter van de Liberaldemokratischen Partei Deutschlands (Liberaal-Democratische Partij van Duitsland) in Saksen en werd hij in het landsbestuur van de LDPD-Saksen gekozen. Daarnaast richtte hij een uitgeverij op die het Saksisch Dagblad (partijblad LDPD) uitgaf. In 1946 werd hij voor de LDPD in de Landdag van Saksen gekozen. Hij werkte nauw samen met de Sovjetautoriteiten en de Duitse communisten in de Sovjet-bezettingszone en was voorstander van het systeem van de Blockparteien. Van 1948 tot 1950 was hij minister van Justitie en vicepremier van Saksen.
Dieckmann vertegenwoordigde zijn partij van 1948 tot 1949 in de Duitse Volksraad (voorlopig parlement van de Sovjet-bezettingszone) en werd op 7 oktober 1949 tot voorzitter van de Volkskammer, het nieuwe parlement van de DDR, gekozen. Hij bleef tot zijn dood in 1969 voorzitter van de Volkskammer. Van 7 tot 10 oktober 1949 was hij tevens voorlopig president van de DDR. Van 7 tot 12 september 1960 was hij opnieuw voorlopig president.
Vanaf 1950 was Dieckmann lid van de Nationale Raad van het Nationaal Front en in 1960 werd hij lid van de Staatsraad. Van 1963 tot 1968 was Dieckmann voorzitter van de Vereniging voor Duits-Sovjet-Russische Vriendschap (DSF).
In 1961 sprak Dieckmann in zijn hoedanigheid van voorzitter van de Volkskammer een samenkomst van studenten in het West-Duitse Marburg toe. Tijdens de toespraak werd hij uitgejouwd ("Sowjetknecht!, Nieder mit der SED") en bekogeld met flessen en moest hij onder bescherming van Stasi-beveiligers en politiebegeleiding in allerijl de bijeenkomst verlaten. Kort daarop keerde hij in de DDR terug. Dit oproer werd in de Oost-Duitse pers uitgelegd als een fascistische hetze. Dieckmann werd in de DDR vanwege zijn optreden geprezen als een held.

## Onderscheidingen
- Vaderlandse Verdienstenorde (1954)
- Held van de Arbeid (1963)